# Hemerotrecha nevadensis
Espèce
Hemerotrecha nevadensis est une espèce de solifuges de la famille des Eremobatidae.

## Distribution
Cette espèce est endémique du Nevada aux États-Unis,. Elle se rencontre dans le comté de Clark.

## Description
La femelle holotype mesure 14,0 mm.

## Étymologie
Son nom d'espèce, composé de nevad[a] et du suffixe latin -ensis, « qui vit dans, qui habite », lui a été donné en référence au lieu de sa découverte, le Nevada.

## Publication originale
- Muma, 1951 : The Arachnid order Solpugida in the United States. Bulletin of the American Museum of Natural History, no 97, p. 31-141 (texte intégral).